# Есад Беј
Есад Беј (Мухамед Есад Беј, Leo Nussinbaum; рођен као Лев Абрамович Нусинбаум) (1905. Баку, по другим изворима Кијев — 1942. Позитано, Италија) — писац, аутор кратког романа „Али и Нино“, класика азербејџанске књижевности. Између два светска рата је био изузетно популаран у Европи и САД. Аутор је више од 20 књига. Писао је на немачком језику.

## Биографија
Родио се у породици јеврејских нафтних милионера. Његова мајка, Берта Слуцка, починила је самоубиство. Помагала је, по писању самог Беја, комунистике револуционаре, па и самог Стаљина за време његовог кратког боравка у Баку-у. После Октобарске револуције, 1917. године, бежи са оцем у средњу Азију, а затим после кратког боравка у Истанбулу и Паризу, скрашава се на дуже време у Берлину.
У Берлину је студирао на Фалуктету оријенталних језика, и тако је савладао пашту, турски, персијски и арапски језик. Отада почиње његово интересовање исламом. Интересовање постепено прелази у верски занос па 1926. године у турској амбасади прима ислам, али никада неће бити у потпуности прихваћен од исламских кругова у Берлину.
Био је симпатизер десничарских радикала, а међу осталима и одређених руских емигрантских организација.
Његова дела су получила велики успех у Вајмарској Немачкој и САД, и преведена су на 12 европских језика.
После доласка нациста на власт одлази 1934. у САД са женом Ериком и тастом Левендејлом, познатим немачким Јеврејином и »краљем обућарске индустрије«. Брак ће убрзо пропасти а Беј се опет окреће десничарским и фашистичким круговима.
У Америци је био велика сензација, нешто попут Индијане Џонса свог времена.
Повезаност са фашистичким круговима одводи га у Италију, где ће доспети у кругове блиске Мусолинију. Приближавање фашистичке Италије Хитлеровој Немачкој доводи до увођења расних закона. Беј се тако повлачи из јавности и живи у италијанском градићу Позитану где и умире 1942. године од ретког обољења крви.
До краја живота неуморно пише. Иако му отац завршава живот у концлогору, Беј до краја остаје остаје веран својим десничарским и фашистичким идеалима.

## Спорови око псеудонима
У Азербејџану је распрострањена теорија о томе, како се иза псеудонима Курбан Саид јавља азербејџански књижевник, публициста и дипломата Јосиф Везир Чеменземинли.
Амерички новинар Том Рејс истраживао је више година наведену проблематику и доказао да је у питању Есад Беј. Резултате истраживања је објавио у књизи "The Orientalist: Solving the mystery of a strange and dangerous life by Tom Reiss". У Србији књига је објављена 2014. под називом "Оријенталиста - мистерија једног необичног и опасног живота".